# Departamento de Takeita
Takeita es un departamento de Níger situado en la región de Zinder. En diciembre de 2012 presentaba una población censada de 246 818 habitantes. Su chef-lieu es Garagoumsa, comuna cuyo núcleo de población principal recibe el nombre de "Takeita".
Se ubica en el suroeste de la región, al oeste de la capital regional Zinder, en el límite con la región de Maradi.
Hasta la reforma territorial de 2011, el territorio de este departamento formaba parte del vecino departamento de Mirriah.

## Subdivisiones
Está formado por tres comunas rurales, que se muestran asimismo con población de diciembre de 2012:
- Dakoussa (61 779 habitantes)
- Garagoumsa (69 028 habitantes)
- Tirmini (116 011 habitantes)